# William Allan (peintre)
Pour les articles homonymes, voir William Allan et Allan.
William Allan, né en 1782 à Édimbourg et mort le 23 février 1850, est un peintre écossais. Il est président de la Royal Scottish Academy.

## Biographie
William né en 1782 à Édimbourg. Il étudie à l'Edinburgh College of Art sous la tutelle de John Graham et avec David Wilkie, John Burnet et Alexander George Fraser. Il part ensuite à Londres, où il étudie à la Royal Academy. Il expose sa première peinture en 1803. Il va en Russie en 1805, mais est interrompu à Klaipėda, il repart alors vers Saint-Pétersbourg, où il rencontre Alexander Crichton. Il passe plusieurs années en Russie et en Ukraine, avec quelques excursions en Turquie et en Tartarie. Il peint Russian Peasants keeping their Holiday en 1809 . Il retourne à Édimbourg en 1814.
Il part ensuite à Rome, puis à Naples, à Constantinople, en Asie Mineure et en Grèce. Il retourne à Édimbourg en 1830. En 1834, il visite l'Espagne et le Maroc.
En 1837, il devient président de la Royal Scottish Academy ; il a entre autres pour élèves Alexander Hay Ritchie. En 1841 et en 1844, il retourne à Saint-Pétersbourg. En 1847, il visite la France et l'Allemagne.

## Œuvres
Au Royaume-Uni
- Édimbourg :
  - National Gallery of Scotland :
    - The Black Dwarf, 1827 ;
    - Le Meurtre de David Rizzio, 1833 ;
    - Slave Market, 1838.

  - City Arts Centre : The Signing of the National Covenant in Greyfriars Kirkyard.
- Glasgow, Kelvingrove Art Gallery and Museum : Heroism and Humanity (Robert the Bruce avec des soldats), 1840.
- Londres :
  - Apsley House : Waterloo, June 18, 1815, 1843.
  - Tate Britain : Tartar Robbers dividing Spoil, 1817.
- Sandhurst, Académie royale : The Battle of Waterloo, 1845.
- Stirling, Monument William Wallace : Battle of Bannockburn (dépôt de la National Gallery of Scotland).
- Woburn, abbaye de Woburn : The Regent Murray shot by Hamilton of Bothwellhaugh, 1825.

En Russie
- Saint-Pétersbourg, musée de l'Ermitage :
  - Bashkirs, 1814 ;
  - Frontier Guard, 1814.
- Aberdeen, galerie d'art : The Recovery of the stolen Child, 1841.

Localisation inconnue
- Russian Peasants keeping their Holiday, 1809
- The Sale of Circassian Captives to a Turkish Bashaw, 1816
- John Knox admonishing Mary, Queen of Scots, 1823
- Lord Byron in a Turkish Fisherman's House after swimming across the Hellespont, 1831
- Battle of Prestonpans, 1842, collection particulière
- Peter the Great teaching his Subjects the Art of Shipbuilding, 1845, perdu
- The Duke of Wellington - en route to Quatre Bras, 1844, collection particulière.

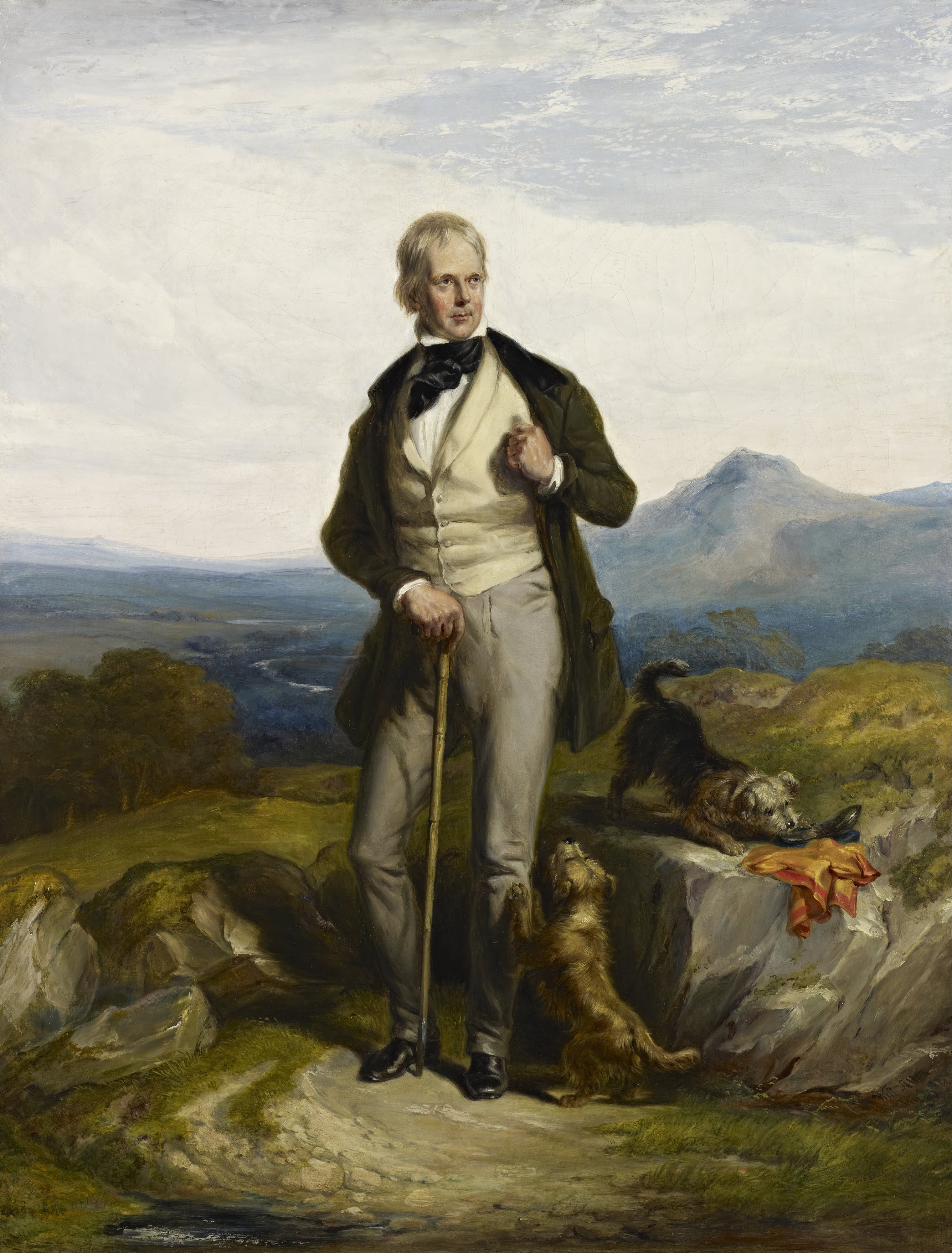
Sir Walter Scott, 1832, Galerie nationale d'Écosse.
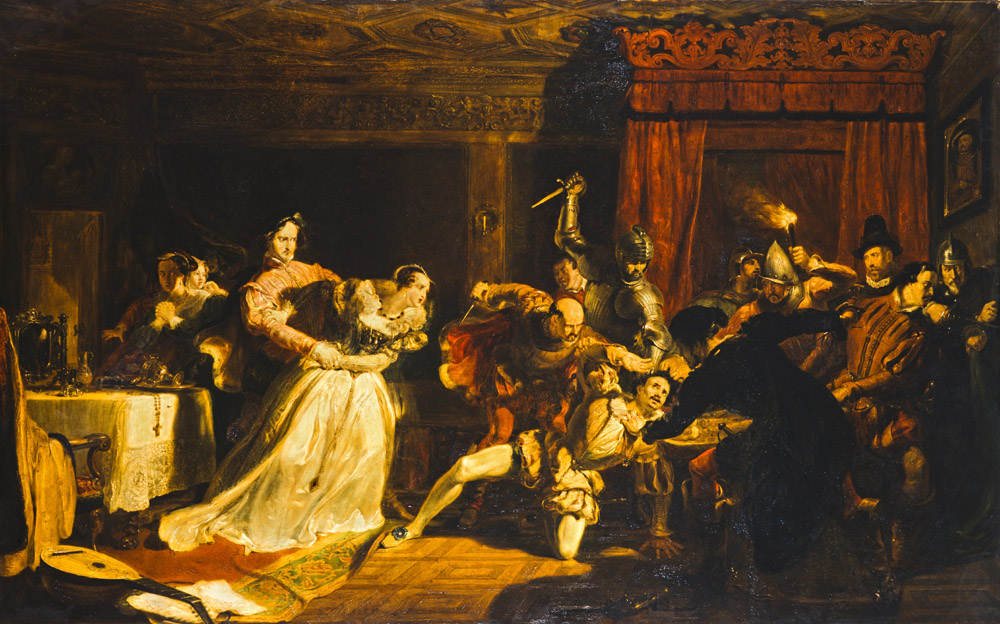
Le Meurtre de David Rizzio, Galerie nationale d'Écosse.
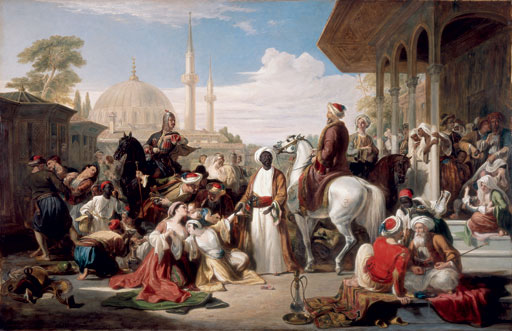
Le marché aux esclaves, 1838, avec un portrait de Nathaniel George Philips (personnage non déterminé), Galerie nationale d'Écosse.
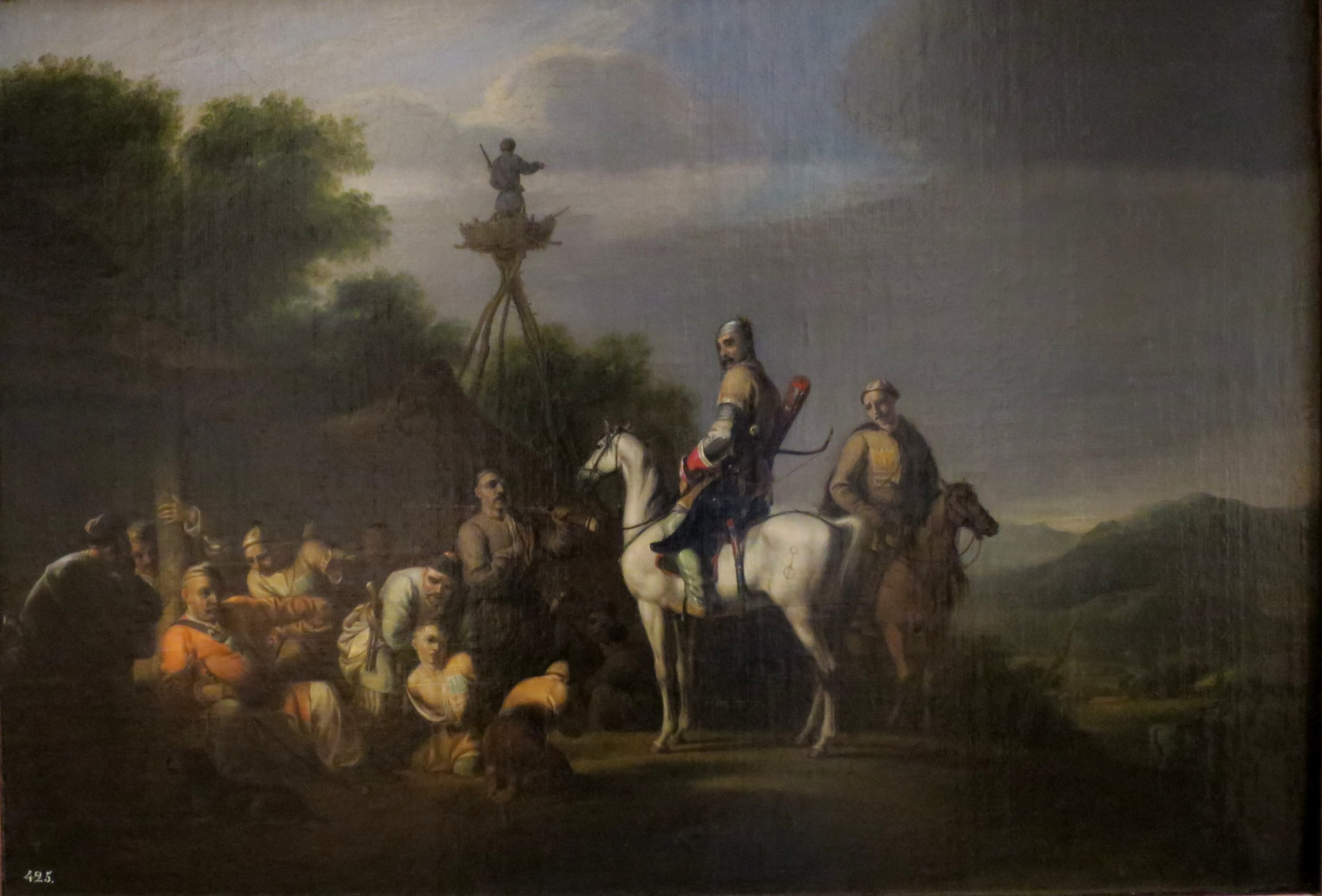
Gardes à la frontière, 1814, Musée de l'Ermitage.